# Jefry Valverde
Jefry Antonio Valverde Rojas (ur. 10 czerwca 1995 w San José) – kostarykański piłkarz występujący na pozycji bocznego obrońcy lub bocznego pomocnika, reprezentant Kostaryki, od 2023 roku zawodnik Deportivo Saprissa.